# Haus "Zum Vergnügen"
Das Haus «Zum Vergnügen» an der Bäumleingasse 14 in Basel ist ein Baukomplex, der die Baugeschichte der Altstadt von ihren mittelalterlichen Ursprüngen bis in die Gegenwart widerspiegelt. Erbaut im 14. Jahrhundert, erlebte das Anwesen im Laufe der Jahrhunderte zahlreiche Umbauten und Erweiterungen.

## Lage
Die Liegenschaft an der Bäumleingasse 14 steht in der historischen Altstadt von Basel. Die Gasse ist von historischen Gebäuden gesäumt und liegt in unmittelbarer Nähe zu wichtigen Sehenswürdigkeiten und kulturellen Einrichtungen der Stadt.

## Geschichte
Das Haus «Zum Vergnügen» hat eine bis ins 14. Jahrhundert zurückreichende Geschichte. Es wurde erstmals 1327 urkundlich erwähnt, als es von Rudolf von Thierstein, einem Domherrn zu Strassburg, gestiftet wurde. Es ist anzunehmen, dass die Parzelle bereits vor dieser Zeit bebaut war und im Besitz von Vertretern des niederen Adels stand. Im Laufe der Zeit wechselte das Haus mehrmals den Besitzer und erhielt unterschiedliche Namen, darunter «zer Sunnen» und später «zum Gilgenberg».
Im 15. Jahrhundert erwarb Ritter Rudolf von Ramstein, ein prominenter Bewohner der Region, das Haus als Teil seiner Besitztümer. Unter seiner Herrschaft erhielt das Haus den Namen «zum Gilgenberg». Trotz finanzieller Schwierigkeiten blieb das Haus in seinem Besitz und wurde dem Erzherzog von Österreich als Eigentum übergeben.
Im 18. Jahrhundert erlebte das Haus unter dem Juristen und Historiker Daniel Bruckner eine Blütezeit. Bruckner investierte in eine neue Inneneinrichtung, darunter ein barockes Treppengeländer und Stuckdecken im Régence-Stil. Unter seiner Herrschaft erhielt das Haus auch den Namen «Zum Vergnügen», der bis heute erhalten geblieben ist.
Im 19. Jahrhundert wurde das Haus «Zum Vergnügen» zu einem Zentrum für gewerbliche Aktivitäten. Es beherbergte zunächst ein Fotoatelier im Obergeschoss und später eine Druckerei sowie eine Werkstatt für Musikinstrumentenreparaturen und eine Spenglerei.
Im Laufe der Jahre wurden verschiedene bauliche Veränderungen am Haus vorgenommen, darunter der Bau eines verglasten Vorbaus zur Strasse und die Errichtung einer grossen Werkhalle im hinteren Teil der Parzelle. Diese Veränderungen spiegeln die sich wandelnden Bedürfnisse und Nutzungsmöglichkeiten des Hauses im Laufe der Zeit wider.

## Heutiges Haus «Zum Vergnügen»
Das Haus war in den 1980er Jahren vom Abriss bedroht. Trotz Widerstands von Denkmalpflege und Heimatschutz wurden mehrere Vorstösse, das Haus unter Denkmalschutz zu stellen, abgelehnt. Erst nach langem Rechtsstreit und dank öffentlichem Druck wurden wesentliche Teile des Gebäudes im Jahr 2002 ins Denkmalverzeichnis aufgenommen.
Nach dem Kauf durch den Jeansfabrikanten Edwin Faeh wurde ein Umbau-Projekt vereinbart, das den denkmalpflegerischen Ansprüchen und den Bedürfnissen des Hauseigentümers gerecht wurde. Der Altbau wurde zwischen einem neuen Vorbau an der Strasse und einem im Hof zurückliegenden Neubau erhalten. Die Renovierung erfolgte unter dem Architekturbüro Diener & Diener. Heute beherbergt es Wohn- und Geschäftsräume und ist ein Zeugnis der Basler Baugeschichte.